# آندری پروتسنکو
آندری پروتسنکو (اوکراینی: Андрій Олексійович Проценко؛ زادهٔ ۲۰ مهٔ ۱۹۸۸) ورزشکار دو و میدانی اهل اوکراین است.
وی در مسابقات کشوری و بین‌المللی در مجموع برندهٔ ۲ مدال نقره، ۱ مدال برنز شده‌است.